# جوناثان يو
جوناثان يو (بالإنجليزية: Jonathan Yeo)‏ (مواليد 18 ديسمبر 1970 في لندن) هو فنان بريطاني، برز على الساحة الدولية الفنية في سن مبكر، ومتخصص بالبورتريه المعاصر. وهو كان مسؤولاً عن لوحات العديد من المشاهير مثل دينيس هوبر والأمير فيليب دوق إدنبرة وتوني بلير وديفيد كاميرون.